# Tăietura (okręg Harghita)
Tăietura (węg. Vágás) – wieś w Rumunii, w okręgu Harghita, w gminie Mugeni. W 2011 roku liczyła 267 mieszkańców.